# Assassinato dos Sture
Os assassinatos de Sture (em sueco: Sturemorden) em Uppsala, Suécia, de 24 de maio de 1567, foram os assassinatos de cinco nobres suecos encarcerados por Erik XIV da Suécia, que naquele momento estava em estado de grave transtorno mental, e seus guardas. Os nobres, entre eles três membros da influente família Sture, haviam sido acusados de conspiração contra o rei e alguns foram anteriormente condenados à morte. O antigo tutor de Erik, que não pertencia a este grupo, também foi morto quando tentou acalmar o rei após os assassinatos iniciais.

## Contexto

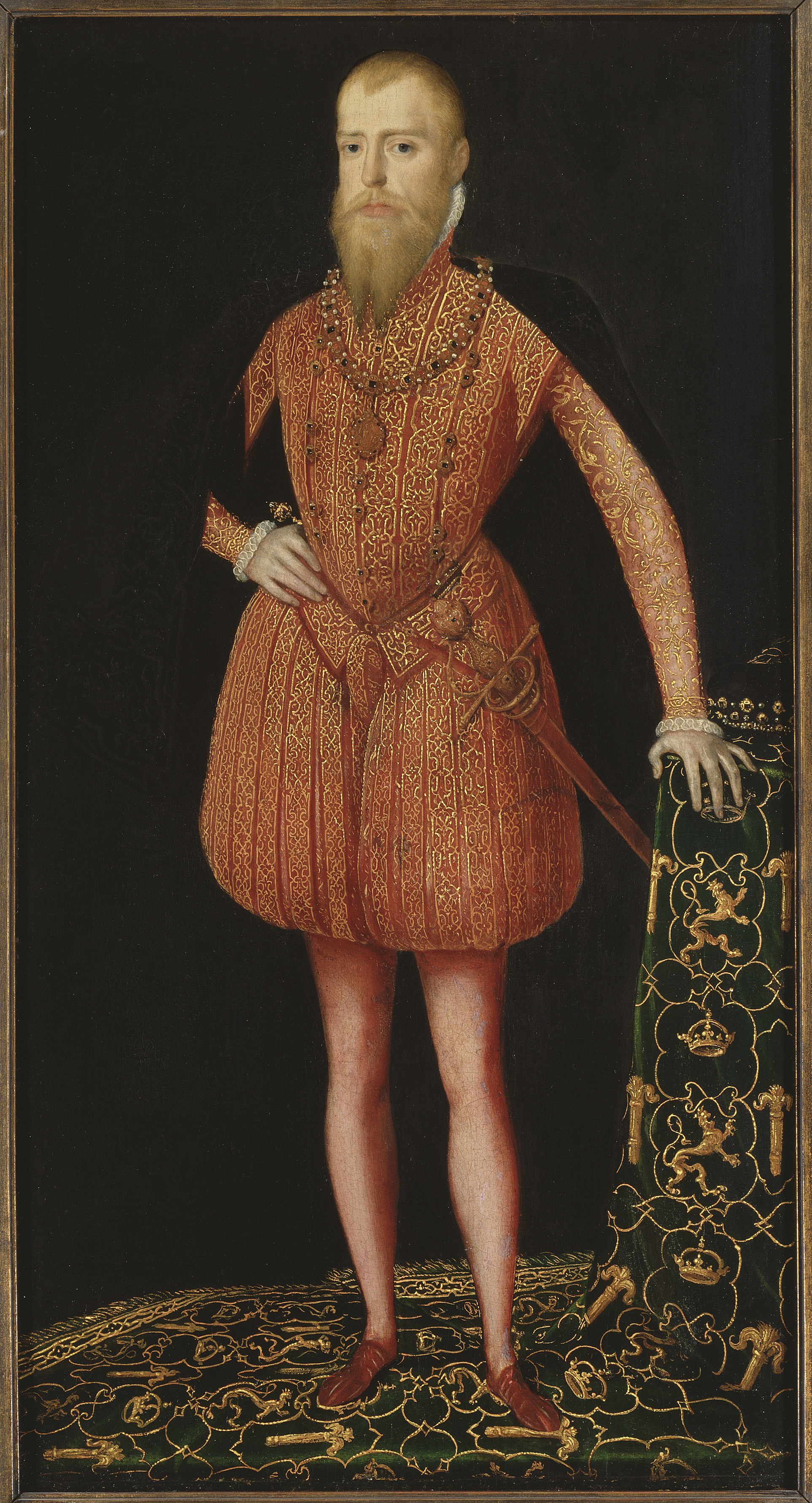
Erik XIV da Suécia

### Conflito entre Erik XIV e a aristocracia
Na década de 1560, Erik XIV da Suécia esteve envolvido na Guerra da Livônia e na Guerra Nórdica dos Sete Anos. Como ele liderou muitas campanhas pessoalmente, seu secretário Jöran Persson foi deixado responsável pela administração. O Conselho Privado da Suécia, o conselho de nobres responsável por aconselhar o rei, foi efetivamente substituído por Persson; além disso, nobres foram expulsos da alta corte de Erik (Konungens Nämnd) e substituídos por plebeus leais, e Persson foi nomeado promotor-chefe do rei. O rei e seu secretário usaram a alta corte não apenas para impor suas demandas financeiras e relacionadas à guerra sobre os nobres, mas também para torturar nobres para revelar informações sobre grupos de oposição. Para que o uso da tortura fosse legal, a pessoa torturada tinha que ser condenada à morte primeiro – portanto, a alta corte condenou mais de 300 pessoas à morte entre 1562 e 1567, mas na maioria dos casos reduziu a pena posteriormente.

Embora Erik desconfiasse da nobreza como um todo, ele se tornou particularmente suspeito de Nils Svantesson Sture, que foi preso e julgado. Apesar de seus muitos filhos ilegítimos, Erik não tinha um herdeiro legal e temia que Sture pudesse reivindicar seu trono. Os Stures eram uma família muito influente, e Erik projetou uma leitura astrológica sobre Nils Sture dizendo que ele seria sucedido por um "homem de cabelos claros". Segundo Peterson (2007),
a tensão da guerra, paranoia em relação a praticamente todos, especialmente a aristocracia, pressões pessoais e nacionais para fornecer um herdeiro, e sua própria personalidade volúvel estavam constantemente empurrando Erik para a beira do colapso mental. Suas frustrações e ansiedades gradualmente começaram a se concentrar em uma pessoa.
Com base em acusações infundadas como "negligência do dever", Nils Sture foi condenado à morte, mas o veredicto foi comutado para uma viagem humilhante pelas ruas da capital; em 15 de junho de 1566, ele teve que cavalgar por Estocolmo em um cavalo miserável usando uma coroa de palha, com algumas de suas feridas sofridas de tortura anterior ainda sangrando. Depois disso, Erik enviou Nils Sture para o Lorena, onde ele deveria arranjar o casamento da Princesa Renata com Erik (que nunca se materializaria).
O governo do secretário, a redução da influência da nobreza na política e as ações da alta corte não foram bem recebidas pela aristocracia sueca. Em julho de 1566, vários nobres influentes se reuniram perto de Estocolmo. Segundo Geijer, esta foi uma festa de despedida para Nils Sture, enquanto Peterson se refere à reunião como uma "reunião secreta" onde o "medo e ódio dos magnatas se transformaram em resistência organizada". A reunião foi atendida por Nils Sture, seu pai, Svante Stensson Sture, Abraham Gustafsson Stenbock, Ivar Ivarsson Lillieörn, Hogenskild Nilsson Bielke, Clas Eriksson Fleming, Sten Axelsson Banér, Sten Eriksson Leijonhufvud, o irmão de Erik Carlos de Södermanland e outros. Erik temia uma conspiração contra ele, particularmente pela família Sture e seus parentes, e já em 22 de julho aumentou o número de seus espiões.
Em janeiro de 1567, o pajem de Erik, Gustaf Ribbing, que havia sido condenado à morte por deserção, sob tortura acusou Svante Sture, Per Brahe, Gustaf Olsson Stenbock e Sten Erikson de sabotar os planos de casamento de Erik. Svante Sture e Sten Erikson tiveram que assinar um documento reconhecendo que haviam conspirado contra o casamento do rei, e que não se oporiam aos futuros planos de casamento de Erik, mesmo que isso significasse o casamento do rei com sua amante não-nobre, Karin Månsdotter. Enquanto Persson continuava a coletar evidências contra os oponentes percebidos e reais de Erik, Erik convocou um riksdag em Uppsala em maio de 1567 para resolver as disputas.

### Julgamentos de Svartsjö

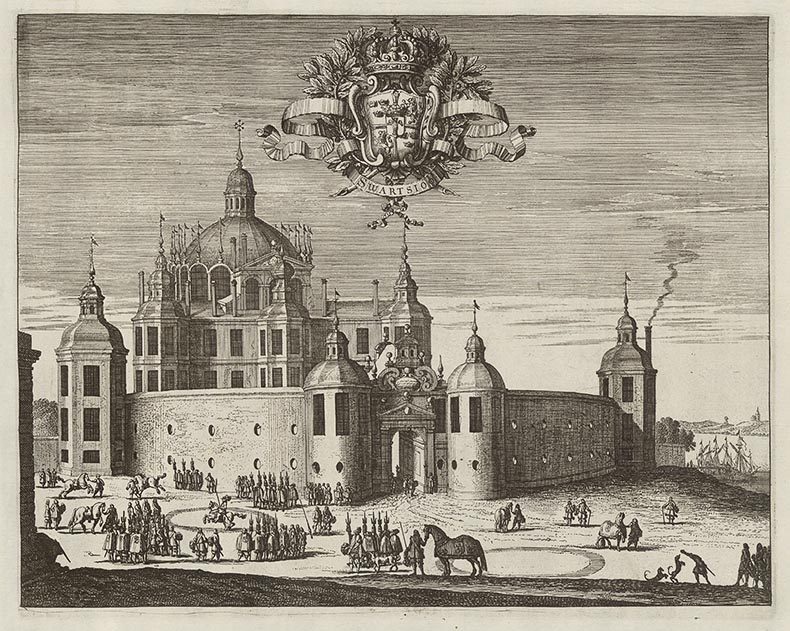
Castelo de Svartsjö

No caminho para o riksdag, vários magnatas foram convidados por Erik para o Castelo de Svartsjö, especialmente aqueles que se reuniram perto de Estocolmo em julho de 1566. Erik também estava presente em Svartsjö, e embora as cartas de convite fossem escritas em estilo inocente, os convidados deveriam ser presos e julgados perante a alta corte. Presos em Svartsjö foram, em ordem de chegada, o irmão de Nils Sture Erik Svantesson Sture, Abraham Stenbock, Sten Banér, Ivar Ivarsson, Sten Eriksson e Svante Sture. Quando foi anunciado que o riksdag seria adiado para 18 de maio e deveria lidar com uma conspiração descoberta contra o rei, os nobres suspeitos restantes se abstiveram de seguir o convite do rei, ou seja, Per Brahe, Gustaf Stenbock, o irmão de Abraham Stenbock Erik, Ture Bielke e seu sobrinho Hogenskild Bielke, Clas Fleming, e Clas Åkesson Tott.
O julgamento em Svartsjö não está documentado, mas o veredicto que os estados deveriam assinar em Uppsala sobreviveu. No veredicto, os seguintes relatos são registrados como evidência:
- O comerciante alemão Peter Gastorp disse que na Alemanha, ele havia ouvido de Josua Genewitz que quando Nils Sture deixou Estocolmo para Lorena, Clas Åkesson Tott, Abraham Gustafsson Stenbock, Ivar Ivarsson e o dito Josua Genewitz[12] se reuniram no navio de Sture e conspiraram para tirar a vida e a coroa do rei[7]
- o organista do rei, Alexander, disse que havia ouvido o mesmo na cidade alemã de "Ryvold"[7]
- um Paulus Schmied jurou que Nils Sture e Josua Genewitz haviam iniciado maquinações contra o rei ao chegarem em Stralsund, e rumores sobre a intriga foram ouvidos em toda a Alemanha[7]
- dois servos de Abraham Gustafsson e Ivar Ivarsson, Hans Wolf e Christopher, disseram que haviam ouvido como o servo de Svante Sture, Hans Ellers, havia dito que seus mestres haviam conversado a portas fechadas, e que pelo que ele havia ouvido, eles queriam vingar o maltrato de Nils Sture[7]
- Magnus II, Duque de Saxe-Lauenburg, primo de Erik XIV e futuro marido da meia-irmã de Erik Sofia, disse que Sten Eriksson, Abraham Gustafsson e Ivar Ivarsson haviam tido uma conversa indignada em sua presença sobre a humilhação de Nils Sture e clamaram por vingança; os acusados confirmaram isso, mas disseram que haviam falado sobre vingança contra Persson e Jacob Teit da alta corte, não contra o rei.[7]

Abraham Stenbock foi forçado a assinar uma carta incriminatória para Josua Genewitz, que foi posteriormente apresentada como evidência. Do diário de Erik XIV, sabe-se que Stenbock e Ivar Ivarsson foram condenados à morte imediatamente, e que em 14 de maio o tribunal informou a Erik que estava disposto a também condenar Svante Sture à morte. Segundo Peterson, Erik Sture também foi condenado à morte. Todos os prisioneiros foram então enviados para o Castelo de Uppsala para investigação adicional.
Durante os julgamentos de Svartsjö, Martha Leijonhufvud, casada com Svante Sture, havia viajado para Svartsjö com sua filha, Anna, para buscar uma audiência com o rei, mas elas não foram permitidas no castelo e em vez disso foram colocadas sob guarda na aldeia do lado de fora. Martha enviou um apelo para Karin Månsdotter para falar com o rei em favor dos prisioneiros, e ela também enviou um apelo para a filha do rei, Virginia Eriksdotter. Quando os prisioneiros foram transferidos para Uppsala, Martha também foi levada para lá sob guarda e colocada em prisão domiciliar em uma casa pertencente à família Sture. Também presente em Uppsala estava Ebba Lilliehöök, casada com Erik Leijonhufvud.

### Riksdagem Uppsala
Quando Erik XIV chegou a Uppsala em 16 de maio de 1567, segundo Robert Nisbet Bain ele estava "em uma condição de insanidade incipiente". O riksdag havia se reunido, mas apenas vinte nobres estavam entre os presentes. Em 19 de maio, quando as sentenças de morte deveriam ser endossadas pelo riksdag, Erik desabou depois de perder suas anotações para seu discurso e falhar em conseguir sem elas. Dois dias depois, Nils Sture foi preso em seu retorno de Lorena por Persson, que lhe negou uma audiência solicitada com o rei. Em 22 de maio, Erik escreveu uma carta para Svante Sture, rejeitando as acusações de traição levantadas contra a família Sture e anunciando sua reconciliação.

## Assassinatos

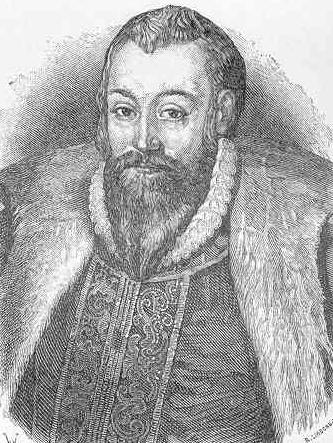
Svante Sture

Em Uppsala, Martha Leijonhufvud novamente apelou para Karin Månsdotter, e na manhã de 24 de maio, Karin a chamou e a encontrou no Castelo de Uppsala, onde lhe disse que o rei havia prometido a ela não machucar os prisioneiros.
Nesse mesmo dia, Erik XIV fez Sten Eriksson acompanhá-lo em uma visita à cela de Svante Sture. De joelhos, o rei implorou o perdão de Sture, admitindo que havia lhe feito mal e prometendo reconciliação completa. Ele então deixou o castelo. Peterson diz que ao sair, Erik teve uma conversa com Jöran Persson, enquanto segundo Geijer, Erik foi dar uma caminhada com Petrus Caroli, ordinário de Kalmar, que lhe disse que seu irmão João havia iniciado uma rebelião.
Erik retornou ao castelo algumas horas após sua primeira visita, sacou sua adaga, e esfaqueou Nils Sture no peito ou braço. Segundo Geijer, o assassinato foi terminado por Peder Welamsson, um sobrinho de Persson, depois do qual Erik novamente entrou na cela de Svante Sture, anunciando a ele de joelhos que agora ele tinha que matá-lo pois não podia esperar que Sture o perdoasse. Antes de deixar o castelo pela segunda vez, ele ordenou aos guardas que matassem todos exceto "Herr Sten". Os guardas, liderados por Per (Peder) Gadd, executaram a ordem, mas pouparam Sten Banér e Sten Eriksson pois não sabiam a qual Sten o rei havia se referido.
Enquanto estes dois sobreviveram, Svante Sture, Nils Sture, Erik Sture, Abraham Stenbock e Ivar Ivarsson foram mortos. Fora do castelo, o tutor de Erik Dionysius Beurreus encontrou o rei em estado de loucura. Os esforços de Beurreus em acalmá-lo foram em vão – em vez disso, o rei emitiu uma ordem para matar Beurreus também e desapareceu em uma floresta próxima. Eventualmente os guardas esfaquearam Beurreus até a morte. Os assassinatos não foram tornados públicos; o castelo foi trancado, e no portão os guardas de Per Gadd continuaram a aceitar comida para os prisioneiros de seus parentes como de costume.

## Consequências
Erik não retornou, mas passou os dias seguintes vagando pelas florestas sozinho. Apenas em 27 de maio ele foi encontrado, vestido como um camponês e ainda em desordem mental, na aldeia de Odensala e levado para Estocolmo. Persson havia conseguido obter o decreto do riksdag de 26 de maio endossando todas as sentenças passadas e futuras contra os nobres detidos em Svartsjö e Uppsala – não está claro se os presentes do riksdag sabiam neste momento que a maioria dos prisioneiros em Uppsala já estava morta.
Depois de ter sido trazido de volta à capital, Erik foi inicialmente deixado isolado, pois ninguém ousava buscar audiência com medo dele ter outro ataque. Palavra foi enviada para Uppsala para a madrasta de Erik, a Rainha Viúva Catarina Stenbock, que era parente de várias das vítimas, e que havia chegado à cidade de Uppsala no dia dos assassinatos. Ela foi escoltada para Estocolmo por Sten Leijonhufvud e Hogenskild Bielke. Ao chegar, ela se tornou a primeira pessoa a receber uma audiência com Erik após os assassinatos, e encontrou o resto da corte aguardando por ela. Sendo escoltada para a câmara de audiência, Erik supostamente caiu de joelhos diante dela e implorou perdão pelos assassinatos. Ele emitiu uma procuração escrita para ela negociar um acordo entre Erik e as famílias das vítimas dos assassinatos. Catarina Stenbock logo apresentou as demandas feitas por Martha Leijonhufvud, viúva de Svante Sture e mãe de Nils e Erik Sture. Martha Leijonhufvud exigiu uma carta de proteção contra perseguição adicional do rei; uma declaração oficial da inocência das vítimas dos assassinatos; compensação econômica e, finalmente, a prisão das pessoas responsáveis pelo comportamento do monarca, que era considerado ser seu conselheiro Jöran Persson. O rei aceitou todos os termos do acordo.
Erik permaneceu em estado de loucura por meio ano, cuidado por Karin Månsdotter, com quem se casou no verão. Até sua recuperação no final de 1567, o conselho privado assumiu o controle do governo e fez Persson ser julgado e condenado à morte, embora o veredicto não tenha sido executado. Após sua recuperação, Erik XIV restaurou seu próprio poder e o de Persson. Em fevereiro de 1568, durante uma campanha em Småland, o secretário de Erik, Mårten Helsing, fez um comentário depreciativo sobre Persson, enfurecendo tanto o rei que ele esfaqueou Helsing com um atiçador de fogo, causando ferimentos dos quais o secretário morreu em 7 de abril.
Uma revolta de nobres começou no verão de 1568, liderada por seus irmãos Carlos e João, que levou à deposição de Erik em janeiro de 1569. Sten Eriksson, que havia sobrevivido aos assassinatos de Sture por causa de seu nome, foi morto na batalha final da revolta. Jöran Persson foi morto pelos insurgentes na mesma revolta quando a guarnição de Estocolmo desertou Erik XIV e entregou Persson.
Erik morreu em 1577 de arsênico supostamente misturado em sopa de ervilha; até sua morte, segundo Scott (1992), ele "foi levado de uma prisão de castelo para outra, primeiro com sua família depois sozinho, ocasionalmente são, às vezes entrando em insanidade." Em 10 de março de 1575, o conselho privado havia emitido um documento pedindo o assassinato de Erik caso ele não pudesse ser mantido em segurança na prisão; entre os signatários estavam vários nobres que Erik havia falhado em capturar em Svartsjö em 1567, ou seja, Per Brahe, Ture Bielke, Hogenskild Bielke e Erik Gustafsson Stenbock, e também o irmão de Sten Banér, Gustaf.
As roupas usadas por Svante, Nils e Erik Sture no momento de suas mortes foram mantidas por Märta (Martha), esposa de Svante e mãe de Nils e Erik, e agora estão em exibição na torre norte da Catedral de Uppsala.

### Citações
1. 1 2  Peterson (2007), pp. 73, 74.
2. 1 2 3 4 5 6 7 8 9  Peterson (2007), p. 73.
3. 1 2 3 4  Bain (1905), p. 120.
4. 1 2 3 4 5 6 7 8 9 10  Peterson (2007), p. 74.
5. ↑  Roberts (1968), p. 231.
6. ↑  Roberts (1968), pp. 230–231.
7. 1 2 3 4 5 6 7  Geijer (1835), p. 180.
8. 1 2  Geijer (1835), p. 177.
9. ↑  Geijer (1835), p. 178.
10. 1 2  Roberts (1968), p. 232.
11. 1 2 3  Bain (1905), p. 121.
12. 1 2 3 4 5  Geijer (1835), p. 179.
13. ↑  Geijer (1835), p. 181
14. 1 2 3 4 5 6  Bain (1905), p. 122.
15. 1 2 3 4 5 6 7 8 9 10  Tegenborg Falkdalen, Karin, Vasadrottningen: en biografi över Katarina Stenbock 1535–1621 [A Rainha Vasa: Uma biografia de Catarina Stenbock, 1535–1621], Historiska media, Lund, 2015
16. 1 2 3 4 5 6 7 8 9 10 11 12 13 14 15  Peterson (2007), p. 75.
17. 1 2 3 4  Geijer (1834), p. 183.
18. ↑  Grundberg (2005), p. 118.
19. ↑  Geijer (1834), p. 184
20. ↑  Andersson (1951), p. 196.
21. 1 2  Roberts (1968), p. 236
22. ↑  Geijer (1834), pp. 137–138.
23. ↑  Gejer (1834), p. 150.
24. ↑  Goerke (1958), p. 23.
25. 1 2 3  Bain (1905), p. 123.
26. ↑  Hildebrand&Tunberg (1923), p. 113.
27. ↑  Nävdal-Larsen (1983), p. 47.
28. 1 2  Scott (1992), p. 143.
29. ↑  Geijer (1834), p. 198.
30. ↑  «The Cathedral Museum, Uppsala, Sweden». Universidade de Washington. Consultado em 9 de abril de 2011. Cópia arquivada em 15 de outubro de 2007